# Jean Willi
Jean Willi (* 14. Oktober 1945 in Basel) ist ein auf Ibiza lebender Schweizer Maler, Zeichner und Schriftsteller.

## Leben, Kunst und literarisches Schaffen
Jean Willi absolvierte in Basel eine sechsjährige Ausbildung als Grafiker und arbeitete dort und in Paris u. a. als Designer für Olivetti und Kodak. 1973 begann er nach einer Afrika-Reise zu malen und zu zeichnen. 1977 entwickelte er eine eigene Zeichentechnik, bei der sich eine Art Kalligraphie zu Strukturen und Netzen verband. Arbeiten verwandter Art wurden 1982 in einer Gruppenausstellung in Zürich unter dem Titel «Schreibgestik» zusammen mit Künstlern wie Roman Opalka und Cy Twombly ausgestellt. Später malte er Buchstaben, wie sie von ihrem Klang her aussehen könnten. 1988 veröffentlichte die Schweizer Kunstzeitschrift du seine Illustrationen zu Hundert Jahre Einsamkeit. Die Vielfalt seiner künstlerischen Möglichkeiten zeigte er 1989 in der Basler Ausstellung «POLE» bei seinem Versuch, die verschiedenen Facetten seiner Arbeit miteinander zu verbinden und gleichzeitig gegeneinander auszuspielen.
Jean Willi gestaltete und illustrierte einige Bücher, veröffentlichte Texte in Zeitschriften und schrieb als Co-Autor mit Martin Suter Drehbücher für die Fernsehserie «Die Direktorin». Aufsehen erregte er mit seinem Roman Sweet Home (1994 begonnen, 1999 im Verlag Ricco Bilger erschienen), über den der Schweizer Schriftsteller Adolf Muschg schrieb: «Ich erinnere mich lange nicht, etwas so Authentisches gelesen zu haben, der sinnliche, soziale, psychologische ‘Nährwert’ dieser frühen Erfahrungen, Bedrohungen und Einsamkeiten ist unvergleichlich», und über Willi aussagte: «ein vorzüglicher Beobachter und Chronist, der auch noch ein guter Erzähler ist». Das Buch ist nicht nur ein autobiografischer Entwicklungsroman, sondern es ist auch mit dem Versuch, den angeblichen Mord seines Vaters an Willis Stiefmutter aufzuklären, für den dieser für fünfzehn Jahre ins Gefängnis musste, eine Art Rehabilitierung des sich stets «nicht schuldig» erklärenden Vaters. 2005 veröffentlichte der Verlag mit dem Kriminalroman matar das eindringliche Psychogramm eines Killers.
2014 erschien sein Roman Ödipus im Hier und Jetzt, in dem ein Junge, auf der Suche nach der Wahrheit, das in der griechischen Mythologie vorgezeichnete Schicksal des Vatermörders und Liebhabers seiner Mutter in einer Gegenwart erfährt, die das Menschliche dieses tragischen Helden sichtbar werden lässt. «Der Archetyp Ödipus steht für einen Menschen, der seinem Schicksal nicht entfliehen kann. Willi spielt in diesem Roman mit Personen, die er gekannt hat […] Realität und Fiktion vermischen sich. Entstanden ist ein ebenso feinfühliger wie spannender Roman, der eine würdige Fortsetzung von Sweet Home ist.»
Willi lebt abwechselnd in Basel und auf Ibiza.

## Zitat
«Ein Schuss im Schnee hört sich anders an. Ein still in den Schnee sinkender Mensch, Schnee, der ihn zudeckt – schöner kann man sich von dieser Welt nicht verabschieden. Einsinken in das, was den Schrei erstickt, ein weisses Tuch über einen breitet und die Spuren des Mörders verwischt. Wie viel leichter wäre es, mein Vorhaben hier auszuführen als in einer Gegend, die alles ins Licht zerrt und die Dinge in einer Härte zeichnet, die in den Augen schmerzt.»

## Ausstellungen (Auswahl)
- 1983: Alte Oper (Frankfurt)
- 1983: Gutenberg-Museum (Mainz)
- 1987: Gutenberg-Museum (Mainz)
- 1990: Galerie Franz Swetec (Düsseldorf)
- 1992: Hochschule St. Gallen
- 1997: Galerie Klaus Fischer (Berlin)
- 1999: Museu d’Art Contemporani (Ibiza)
- 2007: Galerie Carzaniga + Ueker (Basel)
- 2009: Espacio Micus (Ibiza)
- 2010: Museum Tinguely (Basel)
- 2011: Galerie Mein Blau (Berlin)
- 2012: Maison 44 (Basel)

## Werke (Auswahl)

### Veröffentlichungen
- Bloomsday. Newlit, Mainz 1982.
- Der Tag von Santa Inés. Erzählung, Schönbergverlag, Freiburg 1989.
- Die Direktorin. Mit Martin Suter. Drehbücher zur Fernsehserie, 1993.
- Die Begegnung Essay. In:  Muschelhaufen, Nr. 34, 1995, ISSN 0085-3593.
- Der Tag von Santa Inés. Erzählung, Verlag Libro Azul, Ibiza 1999.
- Sweet Home. Roman. Bilger, Zürich 1999. ISBN 3-908010-40-3.
- Diese Woche in Ibiza. Kolumnen in: Tages-Anzeiger, Zürich 2001.
- Andando. Zu Fuss von San Sebastian nach Gibraltar. Zusammen mit Alex Capus, Ursula Fricker u. a., velvet-edition, Luzern 2002.
- Die Sterne sehen. Gedichte, Abeia, Ibiza 2004.
- matar. Roman. Verlag Ricco Bilger, Zürich 2005. ISBN 3-908010-76-4.
- Nehmen Sie Ihre verfluchte Hand weg. Essay. In: Passagen. Kulturmagazin, Zürich 2006.
- Schimmernde Pfützen. Mit Felix Waske. Edition Thurnhof, Horn 2007.
- Flower, Power, Love and Peace und Die Feigenernte oder: Paradise Now!. In: Goodbye Tanit. (Hrsg. Wiltrud Schwetje). Palmyra, Heidelberg 2007. ISBN 978-3-930378-72-2.
- Fasnacht – Mythos und Missverständnis. Essay. Kultur- und Freizeitmagazin der Basler Zeitung vom 9. Februar 2008.
- Corona, un dia de festa. Editorial Mediterrània, Eivissa 2009, ISBN 978-84-95565-94-5.
- Ödipus im Hier und Jetzt. Roman. Vidal, Winterthur 2014, ISBN 978-3-9524368-0-6.
- Morituro Sat. Novelle. Vidal, Winterthur 2015, E-Book (EPUB), ISBN 978-3-9524532-0-9.